# De Coopvaert
De Coopvaert est un gratte-ciel de 103 mètres de hauteur construit à Rotterdam aux Pays-Bas de 2004 à 2006. L'immeuble abrite 124 logements et des bureaux.
L'architecte est l'agence Dam & Partners Architecten.